# Asplenium quadrivalens
Asplenium quadrivalens là một loài dương xỉ trong họ Aspleniaceae. Loài này được Landolt mô tả khoa học đầu tiên năm 2010.
Danh pháp khoa học của loài này chưa được làm sáng tỏ. 